# Hiệp hội bóng đá Anh
Hiệp hội bóng đá Anh (tiếng Anh: The Football Association; viết tắt là FA) là cơ quan quản lý bóng đá ở Anh và các lãnh địa vương quyền như Jersey, Guernsey và Đảo Man. Được thành lập vào năm 1863, nó là hiệp hội bóng đá lâu đời nhất trên thế giới và chịu trách nhiệm giám sát tất cả các khía cạnh của các giải đấu nghiệp dư và chuyên nghiệp trong lãnh thổ của mình.
FA cho phép tất cả các trận đấu bóng đá cạnh tranh trong phạm vi của nó ở cấp quốc gia, và gián tiếp ở cấp độ địa phương thông qua các hiệp hội bóng đá quận. Hiệp hội điều hành rất nhiều giải đấu, nổi tiếng nhất trong số đó là Cúp FA. Hiệp hội còn chịu trách nhiệm quản lý các đội tuyển bóng đá quốc gia của nam, của nữ, và đội trẻ.
FA là một thành viên của cả UEFA và FIFA và giữ một vị trí thường trực ở IFAB, ủy ban chịu trách nhiệm về Luật bóng đá. FA có trụ sở tại Sân vận động Wembley, London.

## Ban lãnh đạo của FA

### Chủ tịch danh dự
- Arthur Pember (1863–1867)
- E. C. Morley (1867–1874)
- Major Sir Francis Marindin (1874–1890)
- Lord Kinnaird (1890–1923)
- Sir Charles Clegg (1923–1937)
- Jim Conway (1936)
- William Pickford (1937–1939)
- Bá tước xứ Athlone (1939–1955)
- Công tước xứ Edinburgh (1955–1957)
- Công tước xứ Gloucester (1957–1963)
- Bá tước xứ Harewood (1963–1971)
- Công tước xứ Kent (1971–2000)
- Công tước xứ York (2000–2006)
- Công tước xứ Cambridge (nay là Thân vương xứ Wales) (5/2006–)

### Chủ tịch
- A. G. Hines (1938)
- M. Frowde (1939–1941)
- Sir Amos Brook Hirst (1941–1955)
- Arthur Drewry (1955–1961)
- Graham Doggart (1961–1963)
- Joe Mears (1963–1966)
- Sir Andrew Steven (1967–1976)
- Professor Sir Harold Thompson (1976–1981)
- Sir Bert Millichip (1981–1996)
- Keith Wiseman (1996–1999)
- Geoff Thompson (1999–)

### Tổng thư ký
- E. C. Morley (1863–1866)
- R. W. Willis (1866–1868)
- R. G. Graham (1868–1870)
- Charles Alcock (1870–1895)
- Sir Frederick Wall (1895–1934)
- Sir Stanley Rous (1934–1962)
- Sir Denis Follows (1962–1973)
- E. A. Croker (1973–1989)

### Giám đốc điều hành
- Graham Kelly (1989–1998)
- David Davies (1998–2000)
- Adam Crozier (2000–2002)
- David Davies (2002–2003)
- Mark Palios (2003–2004)
- David Davies (2004–2005)
- Brian Barwick (2005–)